# 藍の都脳神経外科病院
藍の都脳神経外科病院（あいのみやこ のうしんけいげかびょういん）は、社会医療法人ささき会が大阪府大阪市鶴見区放出東に設置する病院。

## 沿革
- 2011年7月：医療法人啓光会 藍の都脳神経外科病院として開設
- 2012年11月：脳卒中ケアユニット SCU(Stroke Care Unit)の開設
- 2013年6月：回復期リハビリテーション病棟の開設
- 2015年
  - 4月：脊椎・脊髄センターの開設
  - 9月：彩りの都デイサービスセンターの開設
  - 10月：サービス付き高齢者向け住宅（彩りの都）の開設
- 2017年6月：社会医療法人ささき会 藍の都脳神経外科病院と改称する
- 2018年1月：脳卒中リハビリ特化型 彩りの都デイサービスセンター城東永田の開設

（出典）

## 診療科
- 脳神経外科[2]
- 脳神経内科[2]
- 循環器内科[2]
- 糖尿病・代謝内科内科[2]
- リハビリテーション科[2]
- 麻酔科[2]
- 整形外科[2]
- 外科[2]
- 放射線科[2]
- 心臓血管外科[2]

## 医療機関の指定・認定
（下表の出典）
| 保険医療機関                                   | 労災保険指定病院                     |
| 母体保護法指定医の配置されている医療機関       | 生活保護法指定病院                   |
| 原子爆弾被害者医療指定病院                     | 原子爆弾被害者一般疾病医療取扱病院   |
| DPC対象病院                                    | 指定自立支援医療機関（精神通院医療） |
| 身体障害者福祉法指定医の配置されている医療機関 | 公害医療機関                         |

- 救急告示病院（二次救急）[3]
- このほか、各種法令による指定・認定病院であるとともに、各学会の認定施設でもある。

## 関連施設
- 藍の都ケアプランセンター・藍の都ヘルパーステーション - 大阪市鶴見区今津南1丁目3-24 ガーデンプレイス鶴見103号室
- 彩りの都(サービス付き高齢者向け住宅) - 大阪市鶴見区放出東2丁目9-1
- 彩りの都デイサービスセンター 鶴見今津店 - 大阪市鶴見区今津北3丁目-7-4
- 彩りの都デイサービスセンター 城東永田店 - 大阪市城東区永田2丁目11-7
- 佐佐木和康健康管理会社 杭州九和医院 佐佐木脳康复中心　(佐佐木脳卒中リハビリテーションセンター) - 中華人民共和国浙江省杭州市江干区九堡街道牛田社区450号

## 交通アクセス
- JR学研都市線・JRおおさか東線「放出駅」より徒歩約5分[4]